# التهاب الدماغ المنقول بالقراد
التهاب الدماغ المنقول بالقراد أو التهاب الدماغ الأوربي (بالإنجليزية: Tick-borne encephalitis)‏، ومختصره (TBE) أو يسمى هو أحد أنواع التهاب الدماغ ينقله القراد كما يشير الاسم هو مرض فيروسي معد تنطوي على الجهاز العصبي المركزي. هذا المرض غالبا ما يسبب التهاب السحايا والتهاب الدماغ، على الرغم من هو الأكثر شيوعا كما TBE اضطراب عصبي، ويمكن أيضا أن تحدث حمى خفيفة. طويل الأمد أو دائم في العصبية 10-20 ٪ من المرضى المصابين.
يمكن للفيروس يصيب الدماغ (التهاب الدماغ)، والسحايا (الحمى الشوكية) أو كليهما (التهاب السحايا الدماغي).
بشكل عام، الوفيات بهذا المرض هي 1 ٪ إلى 2 ٪ من الحالات، مع حدوث حالة الوفاة بعد 5 إلى 7 أيام بعد ظهور ألعلامات العصبية.